# Fosfor
Fosfor (chemická značka P, latinsky phosphorus; navrhovaný český název kostík se neujal) je nekovový chemický prvek, který má zároveň důležitou roli i ve stavbě živých organismů. Poměrně hojně se vyskytuje v anorganických sloučeninách (skupina apatitu/fosfáty) v zemské kůře. Dále se vyskytuje v podobě fosforitů – usazených hornin biogenního původu.

## Základní fyzikálně-chemické vlastnosti
Fosfor je nekovový prvek, vyskytující se v přírodě pouze ve formě sloučenin. V nich se běžně setkáváme s fosforem v mocenství P5+, ale existují sloučeniny, v nichž se fosfor vyskytuje v mocenství P3− (fosfidy) a P3+ (fosforitany), ale i v dalších, např. P4+.
K roku 2012 bylo popsáno 12 alotropních modifikací fosforu, mezi které patří např. bílý, červený, fialový nebo černý fosfor.

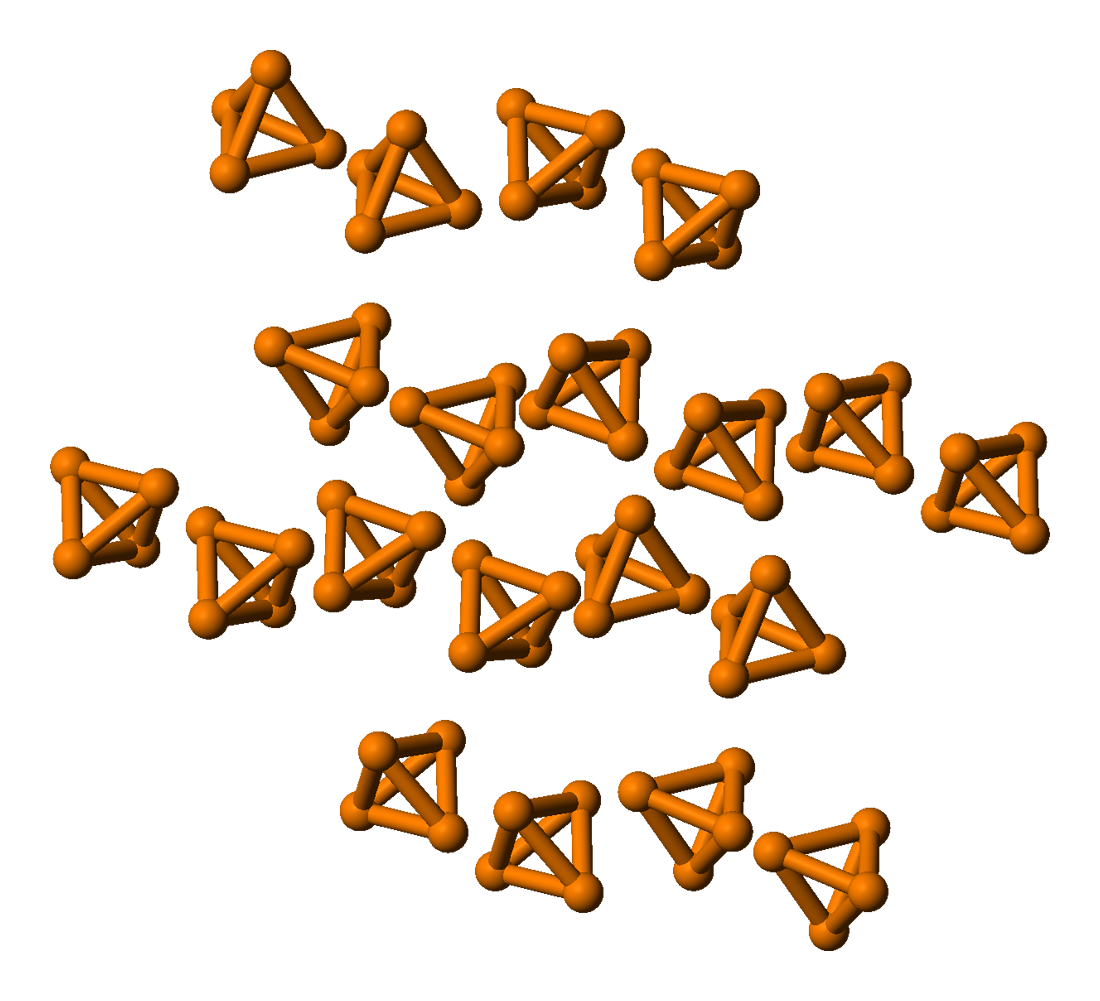
Bílý fosfor
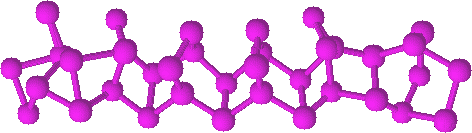
Červený fosfor
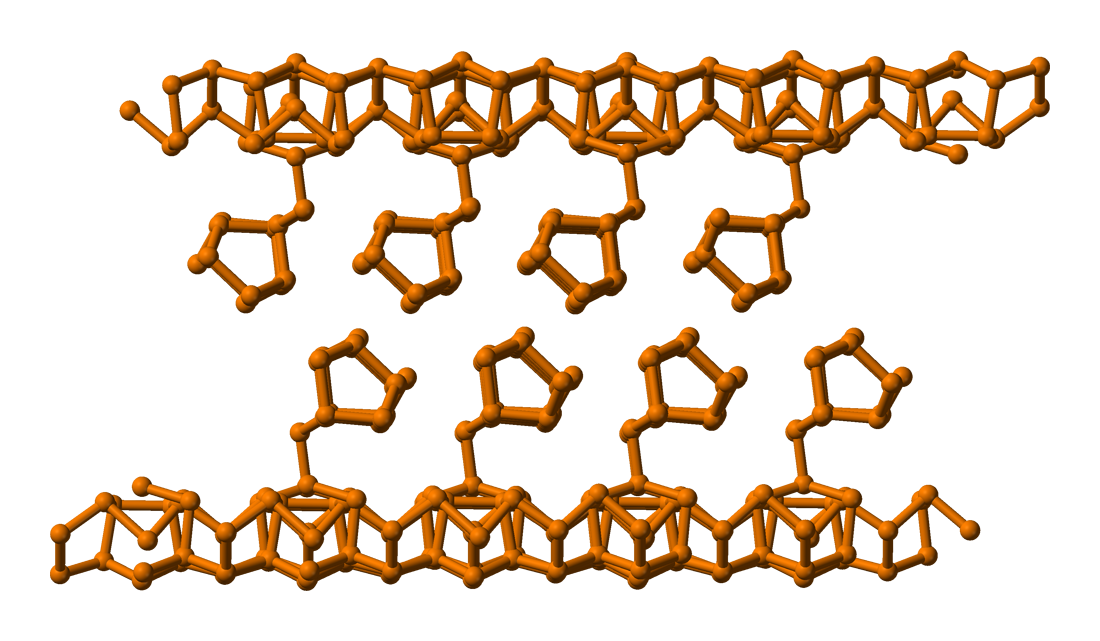
Fialový fosfor
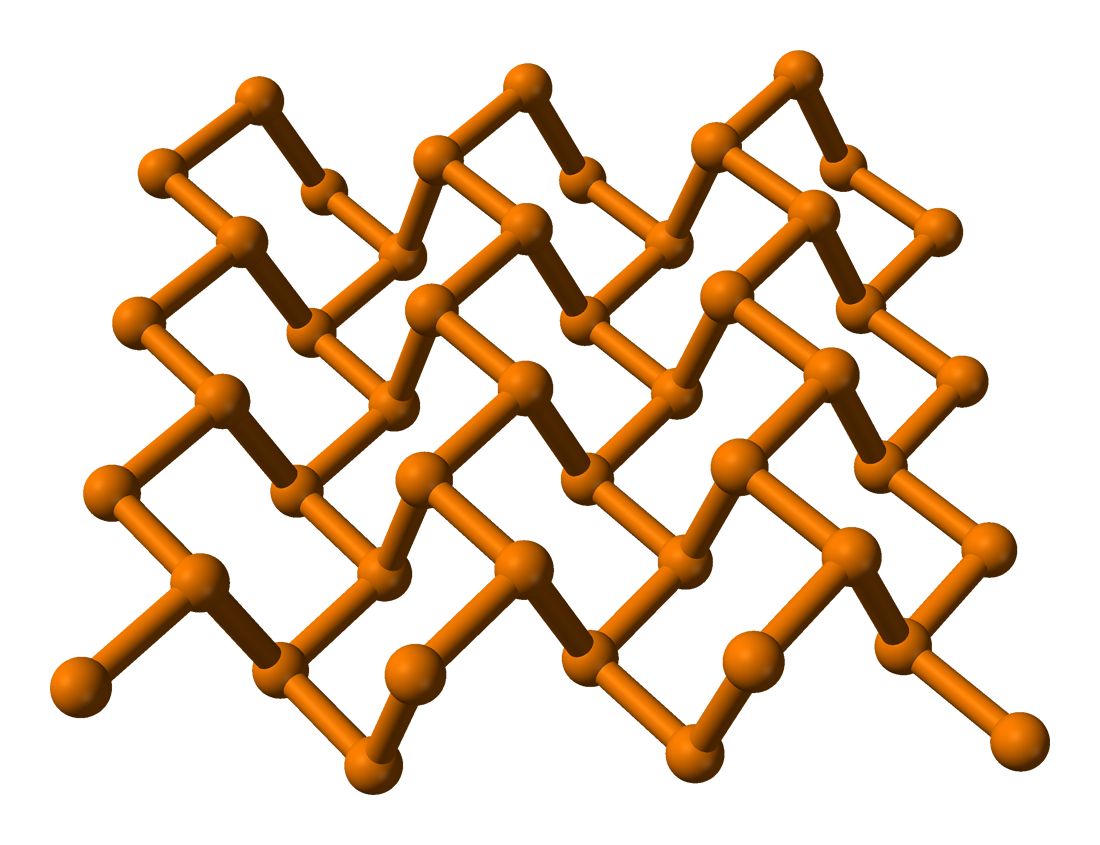
Černý fosfor

### Bílý fosfor (CAS12185-10-3[4])
Bílý fosfor je tvořen z molekul P4, které jsou příčinou jeho vysoké reaktivity. Je to měkká látka nažloutlé barvy (někdy se proto označuje jako žlutý fosfor), kterou lze krájet nožem; je značně jedovatý a na vzduchu samovznětlivý. Ve tmě jeho páry světélkují, protože dochází k jejich oxidaci vzdušným kyslíkem, při které vydávají světlo. Tento jev se nazývá chemiluminiscence, tzn. luminiscence vyvolaná chemickou reakcí. Je to právě fosforescence bílého fosforu, po které byl tento jev nazván. Pro dlouhodobější uchovávání musí být ponořen ve vodě, která brání jeho samovolnému vzplanutí. Je nerozpustný ve vodě, ale dobře se rozpouští v sirouhlíku CS2. Bílý fosfor je velmi reaktivní látka, která se již za pokojové teploty slučuje s mnoha prvky a látkami. V teplém roztoku hydroxidu draselného KOH se rozpouští za vzniku fosfornanu draselného KH2PO2 a fosfanu PH3. Kovy, které se snadno redukují (především ušlechtilé kovy), vylučuje fosfor z jejich sloučenin a zčásti s nimi tvoří fosfidy, které jsou rovněž jedovaté.

### Červený fosfor (CAS7723-14-0[4])
Červený fosfor vzniká zahřátím bílého fosforu v inertním prostředí na 250 °C v uzavřené nádobě. Tato přeměna probíhá i za normálních podmínek působením světla, ale velmi pomalu. Červený fosfor nesvětélkuje, je na vzduchu neomezeně stálý, není rozpustný v polárních ani nepolárních rozpouštědlech (není rozpustný ve vodě ani v sirouhlíku), má teplotu tání 597 °C, není jedovatý a s většinou prvků se slučuje až při vyšších teplotách. Reaktivnější než červený fosfor je světle červený fosfor, který je jemně rozptýlenou formou červeného fosforu. Tento fosfor vzniká varem bílého fosforu s bromidem fosforitým, rozpouští se v roztocích hydroxidů a vytěsňuje některé kovy z roztoků jejich sloučenin.
Červený fosfor má polymerní strukturu a vyskytuje se ve čtyřech modifikacích (např. fialový fosfor). Fialový fosfor má hustotu o něco vyšší než čistý červený fosfor a připravuje se krystalizací z roztaveného olova. Při zahřívání se mění v bílý fosfor.

### Fialový fosfor
Fialový fosfor vzniká dlouhodobým zahříváním červeného fosforu na teplotu 550 °C. Bývá označován jako Hittorfův fosfor, podle svého objevitele Johanna Wilhelma Hittorfa, který jej poprvé připravil roku 1865. Jeho struktura je tvořena řetězci fosforu, které jsou propojeny mezi sebou a tvoří roviny.

### Černý fosfor
Černý fosfor je velmi stálý a svými fyzikálními vlastnostmi připomíná spíše kovy. Má kovový lesk, je tepelně i elektricky dobře vodivý a má vrstvenou polymerní strukturu. Svými chemickými vlastnosti se velmi podobá červenému fosforu, ale na vlhkém vzduchu se oxiduje rychleji. Vzniká zahříváním červeného fosforu pod tlakem za teploty přes 400 °C nebo zahříváním bílého fosforu za teploty 200 °C a tlaku 12 000 atmosfér nebo pohodlněji zahříváním bílého fosforu za teploty 380 °C a přítomnosti jemně rozptýlené kovové rtuti. Ze všech modifikací je černý fosfor do teploty 550 °C termodynamicky nejstabilnější.

### Modrý fosfor
Modrý fosfor je modifikací tvořenou mírně zvlněnou monovrstvou s šestiúhelníkovou mříží. Jedná se o polovodič, na rozdíl od černého fosforu má ale mnohem větší šířku pásma – 2 elektronvolty, tedy asi 7krát víc než fosfor černý. Existenci modrého fosforu předpověděli v roce 2014 na Michigan State University; tuto formu však analyticky potvrdili až v r. 2018 na Hemholtzově centru v Berlíně. Byl přitom poprvé připraven již v r. 2016 napařením na zlatý substrát.

## Historický vývoj
Historicky byl fosfor poprvé izolován německým alchymistou Heningem Brandem v roce 1669, který se snažil, jako všichni alchymisté, najít kámen mudrců. Nechal několik dní rozkládat lidskou moč, pak ji zahustil a nakonec destiloval při vysokých teplotách. Páry nechal zkondenzovat pod vodou a získal tak voskovitou látku, která ve tmě světélkovala. Brand se při pojmenování látky inspiroval řeckou mytologií, ve které je Fósforos (starořecky Φωσφόρος) bohem spojeným s jitřní Venuší. Samo jméno je vytvořeno ze slov φῶς (fós) – světlo a φέρω (feró) – nosit, a znamená tedy světlonoš. Konkrétně se jednalo o fosfor bílý. Robert Boyle tento způsob v roce 1680 zdokonalil a v následujících letech připravil oxid fosforečný a kyselinu fosforečnou. Za chemický prvek ho prohlásil teprve Antoine Lavoisier.

## Výskyt vpřírodě
V přírodě se setkáme pouze se sloučeninami fosforu (ojedinělý a pochybný nález minerálu fosforu je uváděn z meteoritu nalezeném v Townshipské salině v Kansasu v USA). V zemské kůře se fosfor vyskytuje poměrně hojně, je celkově 11. prvkem v pořadí výskytu a jeho koncentrace se průměrně odhaduje na 1–1,2 g/kg. V mořské vodě je jeho koncentrace velmi nízká, pouze 0,07 mg/l, ve vesmíru připadá na jeden atom fosforu pouze přibližně 3 000 000 atomů vodíku.
Nejdůležitějším minerálem s obsahem fosforu je směsný fosforečnan vápenatý – apatit, jehož složení lze vyjádřit jako: Ca5(PO4)3X (X = OH, F, Cl). Apatit slouží jako základní surovina pro výrobu fosforu a především jeho sloučenin. Hlavní oblasti těžby leží v Rusku (poloostrov Kola), Maroku a v USA.
Dalšími minerály s obsahem fosforu jsou např. fosforit Ca3(PO4)2, fluoroapatit Ca5(PO4)3F a méně významné wavellit 3Al2O3·2P2O5·12H2O a vivianit Fe3(PO4)2·8H2O.
Dále se fosfor vyskytuje ve všech živých organizmech na Zemi, je především uložen v kostech a zubech, ale je složkou důležitých organických molekul jako DNA a RNA, energetických přenašečů (ADP, ATP) a v buněčné membráně (fosfolipidech).
Rostlinami je přijímán, stejně jako ostatní minerální látky, z vody, a to ve formě fosfátového aniontu H2PO4−. V rostlině se neredukuje. Vzhledem ke svému zápornému náboji (uvnitř buňky je záporný náboj) a vysoké intrabuněčné koncentraci je jeho příjem energeticky velmi náročný, přijímá se neustále vysokoafinními transportéry. Při příjmu pomáhá mykorhiza. V rostlině se vyskytuje volný (jako fosfátový aniont) i vázaný. Volný může být skladován ve vakuole.

## Výroba
Základem průmyslové výroby elementárního fosforu je redukce fosforečnanů koksem (uhlíkem) za přítomnosti křemenného písku podle rovnice:
Ca3(PO4)2 + 3 SiO2 → 3 CaSiO3 + P2O5
P2O5 + 5 C → 5 CO + 2 P
Souhrnně
2 Ca3(PO4)2 + 6 SiO2 + 10 C → P4 + 6 CaSiO3 + 10 CO
Fosfor za vysoké teploty (okolo 1300 °C) v tavenině těká jako molekula P4 a je zachycován po kondenzaci ve vodě jako bílý fosfor. Při zahřívání bílého fosforu v inertní atmosféře přechází do modifikace červeného fosforu, která má vrstevnatou strukturu Pn.
Dnes již téměř nepoužívaná metoda výroby je Pelletierova metoda. Při ní se fosforečnan vápenatý převádí v prostředí mírně koncentrované kyseliny sírové na dihydrogenfosforečnan vápenatý. V druhém kroku je odstraněna sádra a dihydrogenfosforečnan vápenatý je redukován koksem při teplotě 1000 °C v šamotových pecích.
Ca3(PO4)2 + 2 H2SO4 + 4 H2O → 2 CaSO4·2H2O + Ca(H2PO4)2
3 Ca(H2PO4)2 + 10 C → Ca3(PO4)2 + 10 CO + 4 P + 6 H2O

## Použití
Vlastnosti a použití fosforu je silně závislé na alotropní formě, ve které se fosfor právě vyskytuje.

### Bílý fosfor
- Toxických vlastností bílého fosforu se dodnes využívá při výrobě jedovatých nástrah na krysy a jiné hlodavce.
- Bílý fosfor se také využívá k výrobě farmaceutických preparátů.
- Schopnost samovznícení bílého fosforu při styku se vzduchem se v polovině minulého století využívalo k výrobě samozápalných leteckých pum a dělostřeleckých granátů. Zákeřnost těchto zbraní spočívala v tom, že hořící fosfor způsobuje mimořádně těžké a špatně hojitelné popáleniny. Je velmi obtížné jej uhasit (jediný spolehlivý způsob je zamezení přístupu kyslíku ponořením do vody – poté je nutno fosfor na tkáni odstranit).
- Do počátku 20. století se používal k výrobě zápalek, později byl z důvodu toxicity zakázán[10] (zneužíván k sebevraždám) a nahradil jej bezpečnější červený fosfor (proto bezpečnostní zápalky).

#### Bílý fosfor jako zbraň

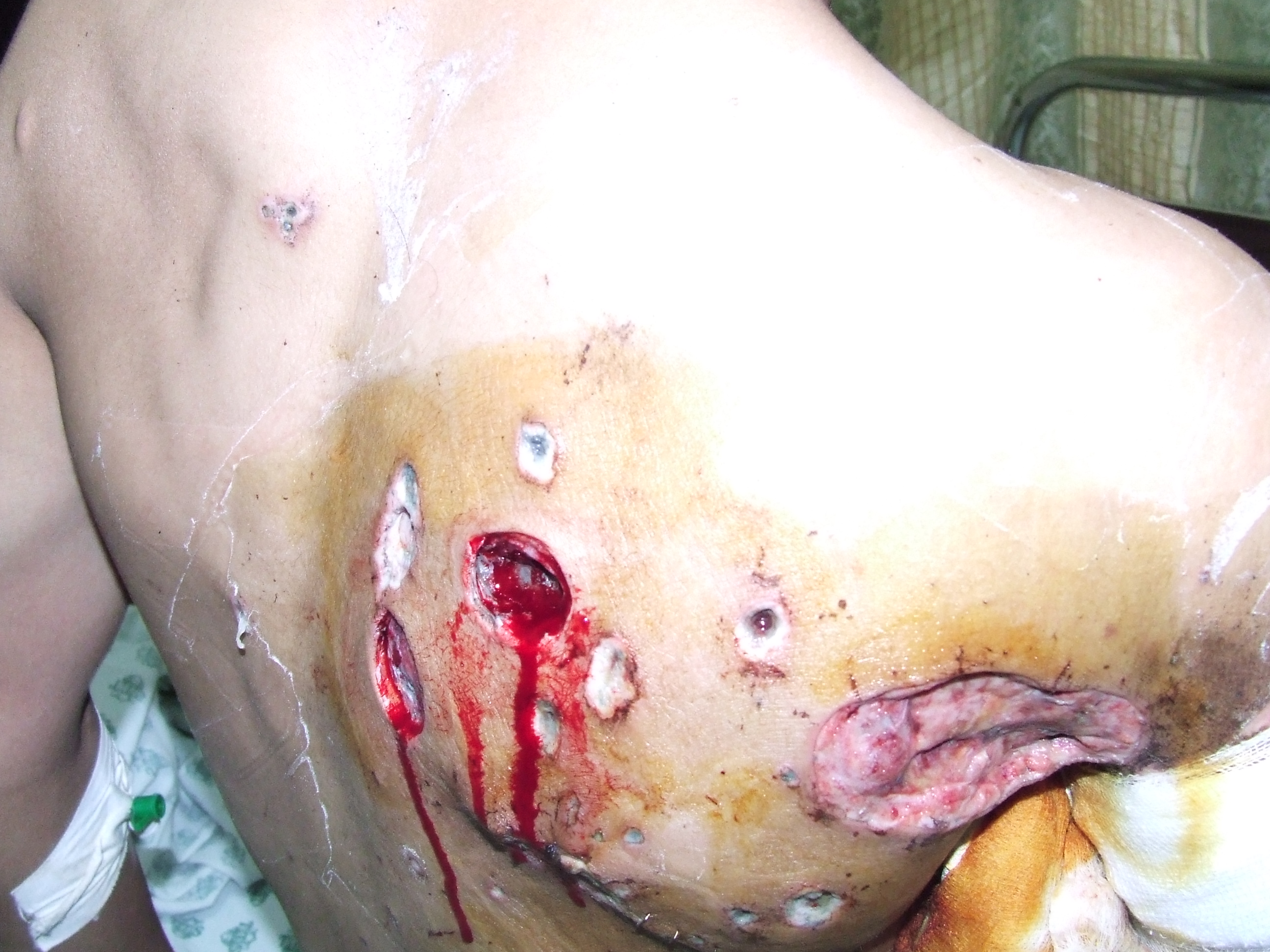
Palestinský chlapec popálený izraelskou fosforovou municí, Pásmo Gazy, 2009

Bílý fosfor se dá také použít jako nekonvenční zbraň (někdy je dokonce klasifikován jako chemická zbraň hromadného ničení).
I přes svoji vysokou toxicitu se ve vojenství využívá zejména kvůli své vysoké zápalnosti (zápalné granáty, bomby – pozn.: vysoká tekutost/nízká viskozita hořícího fosforu), nikoli jako chemická zbraň. Dále slouží k osvícení bojiště (světlice), označení cílů nebo naopak k zahalení bojiště kouřem (dýmové granáty).
Ženevská úmluva z roku 1980 použití munice s obsahem bílého fosforu v oblastech obydlených civilisty přísně zakazuje.
„Úmluva o zákazu či omezení užití některých konvenčních zbraní, které mohou způsobovat nadměrné útrapy nebo mít nerozlišující účinek z r. 1980 – Tato úmluva ve svých pěti protokolech (z let 1980–2005) … omezuje užití zápalných zbraní …“.
Hrozba (i jen jednostranně vnímaná) použití proti živé síle nepřítele má též psychologický rozměr – podlomení bojové morálky.
Obviňování z použití bílého fosforu často bývá i nezúčastněnými nestátními i státními aktéry, viz

##### Historie použití fosforu jako zbraně
Pravděpodobně poprvé byl použit bratrstvem feniánů v 19. století, známy jsou případy jeho použití v první a druhé světové válce, Korejské válce a válce ve Vietnamu, válce v Čečně. V roce 1988 Saddám Husajn užil bílého fosforu při masakru v Halabdže.[zdroj⁠?!] V nedávné minulosti použili Američané bílý fosfor jak v Iráku proti sunnitským povstalcům bitvě o Fallúdžu (2004), tak v Afghánistánu (2009). Bílý fosfor byl též použit Izraelem v operaci Lité olovo (2008). Podle tvrzení některých svědků použili bílý fosfor Rusové během občanské války v Sýrii (2015).

##### Kontroverze
Použití bílého fosforu ve válce je obvykle vnímáno jako kontroverzní záležitost a to zejména v hustě obydlených oblastech s civilním obyvatelstvem. Existuje více dokumentů upravujících použití bílého fosforu v boji, ale ne všechny jsou závazné pro všechny státy. Situaci komplikuje i více způsobů užití. Různé možnosti použití vedou často k tomu, že obě bojující strany a jejich sympatizanti jednotlivé případy nasazení bílého fosforu interpretují zcela rozdílným způsobem.

#### Účinky bílého fosforu na lidský organismus
Bílý fosfor může být použit jako součást „fosforové“ bomby, kdy efektem na lidský organismus jsou velmi vážné, velmi často smrtelné, popáleniny; toxické účinky má i ve formě aerosolu nebo hustého dýmu (produkt hoření fosforu).
Vysoce toxický, LD50 = 1 mg / kg (pro člověka).
Toxicita se liší způsobem podání, LD50 pro krysu (orálně/inhalace 1h/prostup kůží) činí 3,03 mg/kg, respektive 4,3 mg/l a 100 mg/kg.

### Červený fosfor
- Přesto, že není samovznětlivý, je červený fosfor schopen vzplanout při silnějším lokálním zahřátí, vyvolaném např. mechanickým třením. Díky této vlastnosti je červený fosfor dodnes základní surovinou pro výrobu běžných kuchyňských zápalek. Zároveň se tyto vlastnosti uplatní při výrobě různých pyrotechnických potřeb – zápalky, roznětky a další.
- Červený fosfor je výchozí surovinou pro přípravu téměř všech sloučenin obsahujících fosfor.
- Může být znečištěn stopami bílého fosforu (viz výše).

### Černý fosfor
- Díky svým kovovým vlastnostem se nejvíce využívá v elektrotechnice při výrobě polovodičů typu N (negativních), které mají elektronovou vodivost.

### Slitiny
Elementární fosfor se v menším množství přidává do slitin kovů pro úpravu jejich fyzikálních vlastností. Jeho přítomnost ve slitinách značně zvyšuje tvrdost (ale i křehkost) výsledného produktu. V tavenině působí fosfor lepší tekutost (zabíhavost). To se projevuje zejména u slitin mědi a u šedé litiny. Významné je legování fosforu do stříbrných pájek a bronzů, ale i některých speciálních ocelí.

### Biologický význam fosforu
- Fosfor je součástí zubů a kostí ve formě fluoroapatitu.[23][24] Denní doporučená dávka je 1200 mg.
- V současné stravě se setkáváme s nadbytkem fosforu, je totiž obsažen v kolových nápojích (kyselina fosforečná zde jako E338[25] v roli konzervantu-antioxidantu, regulátoru kyselosti i jako součást kyselé chuti nápoje), tavených sýrech (tavicí soli[26] – fosforečnany E339-343[27]) a uzeninách.[28] Výživový význam tohoto zdroje fosforu (ve formě kyseliny fosforečné a fosforečnanů) je sporný, neboť v rámci metabolizmu dochází k vazbě na vápník a vyplavování z těla. Jinými slovy – úbytek vápníku z těla,[29] vliv na osteoporózu[29] a další.

### Další využití

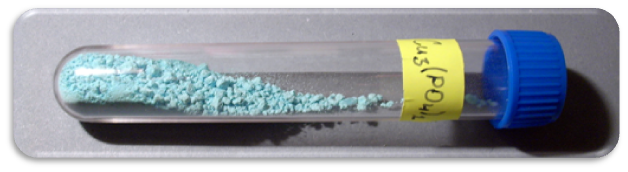
Fosforečnan měďnatý.

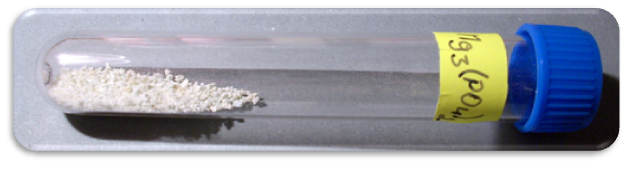
Fosforečnan hořečnatý.

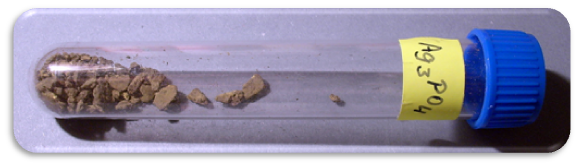
Fosforečnan stříbrný.

- Fosforečnany (neboli fosfáty) jsou důležitá rostlinná hnojiva. Z fosforečnanu vápenatého se vyrábí hydrogenfosforečnan vápenatý, který je málo rozpustný ve vodě a do půdy se vsakuje postupně, a dihydrogenfosforečnan vápenatý známý jako superfosfát, který je ve vodě dobře rozpustný a do půdy se dostává okamžitě. V zemědělství se ale nepoužívají čistě fosforečnanová hnojiva, ale kombinovaná hnojiva, která jsou směsí sloučenin dusíkatých, draselných, sodných a mnoha dalších, které rostliny potřebují k růstu.
- Vápenaté a sodné fosforečnany se přidávají do zubních past.
- Kyselina fosforečná a rozpustné fosforečnany slouží jako součást odrezovacích roztoků pro odstraňování korozních produktů z povrchu železných konstrukcí, protože velmi snadno reagují s oxidem železitým. Přímo na povrchu železa (ale také zinku a manganu) vytvářejí nerozpustné fosforečnany chemicky vázané do krystalové mřížky. Tento proces se nazývá fosfátování. Fosfátovaný povrch je vhodným podkladem pro nátěry. Fosfátovaný povrch má také dobré kluzné vlastnosti, proto se fosfátují polotovary určené k tváření za studena, například ocelové hlubokotažné plechy.
- Sodné soli kyseliny fosforečné se uplatňují jako součást prášků na praní nebo prostředků na mytí nádobí v automatických myčkách pro změkčení vody (Na3PO4), dále v potravinářství při výrobě sýrů a nakládání šunky Na2HPO4. Jejich přítomnost ve vodě má také antikorozivní účinky a přidávají se do cirkulačních vod pro vytápění (ústřední topení, průmyslové vyhřívací okruhy).
- Fosforečnany amonné (NH4)2HPO4 a NH4H2PO4 slouží v zemědělství jako velmi účinná hnojiva. Přidávají se také jako samozhášecí přísada do celulózy s cílem zmenšit hořlavost výsledných výrobků (divadelní kulisy); používají se jako zpomalovač hoření při lesních požárech.[30]

## Sloučeniny
Fosfor se vyskytuje ve velké řadě různých anorganických i organických sloučenin.
Z řady anorganických sloučenin mají z hlediska praktického využití největší význam:

### Kyseliny
- Kyselina trihydrogenfosforečná H3PO4 je středně silná, trojsytná minerální kyselina. Vyrábí se spalováním elementárního fosforu v přítomnosti vodní páry. Koncentrovaná kyselina fosforečná je těžká, viskosní kapalina s velmi vysokým bodem varu. V pevném stavu je to bezbarvá krystalická látka, silně hygroskopická. Tvoří celkem 3 řady solí – fosforečnany (PO4)3−, hydrogenfosforečnany (HPO4)2− a dihydrogenfosforečnany (H2PO4)−.
- Kyselina fosforitá H3PO3.
- Kyselina fosforičitá H4P2O6.
- Kyselina fosforná H3PO2.
- Kyselina metafosforečná HPO3.

Některé kyseliny fosforu dokážou polymerovat.

### Oxidy
- Oxid fosforečný se vyskytuje ve formě molekul P4O10 a je to bílá, silně hygroskopická krystalická látka. Připravuje se spalováním bílého fosforu za dostatečného přístupu vzduchu. Reakcí s vodou vznikají různé formy fosforečných kyselin. V praxi se používá pro sušení plynů, protože velmi ochotně a rychle absorbuje i stopy vodních par.
- Oxid fosforitý má vzorec P4O6. Jedná se o bílou, velmi jedovatou krystalickou látku. Ve studené vodě se pozvolna rozpouští za vzniku kyseliny fosforité a v horké vodě se rozkládá za vzniku fosfanu a kyseliny trihydrogenfosforečné. Oxid fosforitý se vyrábí spalováním bílého fosforu za nedostatečného přístupu vzduchu.
- Oxid fosforičitý tvoří také dimer P2O4, který tvoří bezbarvé, silně lesklé krystaly. Ve vodě se rozpouští za značného vývoje tepla a rozpouští se za vzniku kyseliny fosforité a kyseliny trihydrogenfosforečné. Připravuje se termickým rozkladem oxidu fosforitého.

### Halogenidy
Chloridy fosforu jsou celkem tři.
- Chlorid fosfornatý PCl2 je nesnadno získatelná látka, která vzniká působením elektrického výboje na směs PCl3 a H2. Je to bezbarvá olejovitá kapalina, silně páchnoucí po fosforu.
- Chlorid fosforitý PCl3 vzniká spalováním fosforu v přítomnosti chloru, je to bezbarvá kapalina.
- Chlorid fosforečný PCl5 vzniká spalováním fosforu v nadbytku chloru, je to bílá krystalická látka, která při 100 °C sublimuje aniž taje. Vysoce toxický.[10] PCl3 a PCl5 ve vodě hydrolyzují za vzniku svých trojsytných kyselin.

### Hydridy
Sloučeniny s vodíkem jsou jedovaté a značně reaktivní.
- Fosfan PH3 je jedovatý plyn, zápach po rybině[10] či česneku[31] způsobují nečistoty z výroby.[31] Fosfan lze nejlépe připravit působením vody na jodid fosfonia [PH4]I.
- Difosfan P2H4 je samozápalná kapalina.

### Sloučeniny s dusíkem
- Nitrid fosforečný P3N5 je bezbarvý prášek, bez chuti a zápachu. Připravuje se působením amoniaku na sulfid fosforečný.

### Organické sloučeninyfosforu
- Organofosfáty – estery kyseliny fosforečné. Vzhledem k vícesytnosti kyseliny existují mono-, di- a triestery, na rozdíl o monoesterů karboxylových kyselin. Přírodní výskyt i umělá syntéza. Biologicky aktivní, z čehož vyplývá existence biomolekul (DNA, RNA, kofaktory…) i toxicita látek, čehož se využívá v lidské činnosti – insekticidy, herbicidy, nervově paralytické chemické zbraně (zejména sarin, soman, tabun, VX) – blokace cholinesterázy.